# Dimitar Ludschew
Dimitar Ludschew (* 27. März 1950 in Burgas) ist ein bulgarischer Politiker. Er war von November 1991 bis Mai 1992 als Nachfolger von Jordan Mutaftschiew Verteidigungsminister von Bulgarien unter Ministerpräsident Filip Dimitrow. Sein Nachfolger wurde Aleksandar Stalijski.
| Personendaten    | Personendaten          |
| ---------------- | ---------------------- |
| NAME             | Ludschew, Dimitar      |
| KURZBESCHREIBUNG | bulgarischer Politiker |
| GEBURTSDATUM     | 27. März 1950          |
| GEBURTSORT       | Burgas                 |